# Мирослав Крстић
Мирослав Крстић (Пирот, 14. септембар 1964) је професор, теоретичар управљања (аутоматичар), проректор за науку и директор истраживачког центра за контролне системе на Универзитету Калифорније у Сан Дијегу.
Познат је по свом доприносу управљању системима са расподељеним параметрима и кашњењем, управљању адаптивним и стохастичким нелинеарним системима, и оптимизацији без модела. Крстићеви доприноси у технолошким применама аутоматике укључују области производње полупроводника, токамак нуклеарних фузионих реактора, акцелератора елементарних честица, спектроскопске анализе стена на Марсу, литијумских батерија, мотора са унутрашњим сагоревањем и експлоатације нафте.
По студији рангирања 100.000 водећих светских научника (Ioannidis JPA, Baas J, Klavans R, Boyack KW (2019) A standardized citation metrics author database annotated for scientific field. PLOS Biology 17(8): e3000384.), чији су аутори са универзитета Стенфорд, Крстић је највише рангирани научник пореклом из Србије.

## Биографија
Рођен је 14. септембра 1964. године у Пироту. Након завршетка Пиротске гимназије 1983. године као ученик генерације, завршио је Електротехнички факултет у Београду 1989., а магистрирао и докторирао на Универзитету Калифорније у Санта Барбари 1994. године код професора Петра Кокотовића са наградом за најбољу дисертацију године на Универзитету.
У периоду од 1989—1991 радио је као асистент за аутоматику на Рударско-геолошком факултету Универзитета у Београду, а од 1995—1997. године био је професор Универзитета Мериленд.
Од 1997. године професор је Факултета за машинство и ваздухополоство Универзитета Калифорније у Сан Дијегу. Године 2006. основао је Центар за системе управљања и динамику, а од 2012. године је проректор за науку.
Инострани је члан Српске академије наука и уметности (САНУ), избран на изборној скупштини 2018., и Академије инњежерских наука Србије (АИНС) од 2015.
Крстић је међу најцитиранијим истраживачима у аутоматици на основу Scopus и Google Scholar база података, са Н-индексом преко 110.

## Награде и признања
Изабран је у звање Fellow следећих седам научних удружења: Institute of Electrical and Electronic Engineers (IEEE), American Society of Mechanical Engineers (ASME), Society for Industrial and Applied Mathematics (SIAM), American Association for the Advancement of Science (AAAS), International Federation for Automatic Control (IFAC), Institute of Engineering and Technology (IET) и American Institute of Aeronautics and Astronautics (AIAA)
Добитник је следећих награда:
- Bode Lecture Prize, IEEE Control Systems Society (2023.)
- Richard E. Bellman Control Heritage Award, American Automatica Control Council (2021.)
- Reid Prize награда Друштва за индустријску и примењену математику, SIAM (2019.)
- Nonlinear Control Systems Award, International Federation for Automatic Control, IFAC (2019.)
- Ruth Curtain Distributed Parameter Systems Award, International Federation for Automatic Control, IFAC (2022.)
- Adaptive and Learning Systems Award, International Federation for Automatic Control, IFAC (2023.)
- Distinguished Member, IEEE Control Systems Society (2019.)
- Медаља Руфус Олденбургер Друштва америчких машинских инжењера ASME (2017.)
- ASME Nyquist Lecture Prize (2015.)
- ASME Paynter Outstanding Investigator Award (2016.)
- American Automatic Control Council John R. Ragazzini Education Award (2016.)
- International Federation for Automatic Control Harold Chestnut Textbook Prize (2014.)
- IEEE Control Systems Society Distinguished Member Award (2018.)
- Presidential Early Career Award for Scientists and Engineers (1999.)
- Office of Naval Research Young Investigator Award (1998.)
- National Science Foundation Career Award (1996.)
- George Axelby Outstanding Paper Award (1998.)
- O. Hugo Schuck Best Paper Award (1996. и 2019.)
- University of California San Diego Chancellor’s Award for Excellence in Research (2005.)

## Публикације
Крстић је аутор преко 400 радова у научним часопима, преко 470 на конференцијама са рецензијом, и следећих петнаест књига:
1. Nonlinear and adaptive control design. Коаутори Јоанис Канелакопулос и Петар Кокотовић, 1995.
2. Stabilization of nonlinear uncertain systems. Коаутор Хуа Денг, 1998.
3. Flow control by feedback : stabilization and mixing. Коаутор Оле Мортен Омо, 2003.
4. Real time optimization by extremum seeking control. Коаутор Картик Аријур, 2003.
5. Boundary control of PDEs : a course on backstepping designs. Коаутор Андреј Смишљајев, 2008.
6. Control of turbulent and magnetohydrodynamic channel flows : boundary stabilization and state estimation. Коаутор Рафаел Васкез, 2008.
7. Delay compensation for nonlinear, adaptive, and PDE systems, 2009.
8. Adaptive control for parabolic PDEs. Коаутор Андреј Смишљајев, 2010.
9. Stochastic averaging and stochastic extremum seeking. Коаутор Шуџун Лиу, 2012.
10. Nonlinear control under nonconstant delays. Коаутор Николаос Бекјарис–Либерис, 2013.
11. Predictor feedback for delay systems: Implementations and approximations. Коаутор Јасон Карафилис, 2017.
12. Model-free stabilization by extremum seeking. Коаутор Александар Шенкер, 2017.
13. Input-to-state stability for PDEs. Коаутор Јасон Карафилис, 2018.
14. Delay-Adaptive Linear Control. Коаутор Јанг Жу, 2020.
15. Materials phase change control and estimation: From additive manufacturing to polar ice. Коаутор Шумон Кога, 2021.

## Уреднички рад
- Systems & Control Letters (главни и одговорни уредник)
- Automatica (уредник)
- IEEE Transactions on Automatic Control (senior editor)
- Springer серија књига Communications and Control Engineering (уредник)
- Springer Brief серија Control, Automation, and Robotics (уредник)